# Cratichneumon orientalis
Cratichneumon orientalis är en stekelart som först beskrevs av Rao 1953.  Cratichneumon orientalis ingår i släktet Cratichneumon och familjen brokparasitsteklar. Inga underarter finns listade i Catalogue of Life.